# Podeni (gmina)
Podeni – gmina w Rumunii, w okręgu Mehedinți. Obejmuje miejscowości Gornenți, Mălărișca i Podeni. W 2011 roku liczyła 854 mieszkańców.